# C.R.A.S.H.-B. Sprints
Il C.R.A.S.H.-B. Sprints Indoor Rowing Championships, conosciuto semplicemente come C.R.A.S.H.-B. Sprints (acronimo che sta per Charles River All Star Has-Beens) è la più famosa competizione mondiale per la pratica dell'indoor rowing. La manifestazione è nata nel 1980 si tiene a cadenza annuale nella città statunitense di Boston nel mese di febbraio. I vincitori, oltre alle medaglie, ricevono come riconoscimento un martello (en. Hammer).
Fino al 2017, aveva la considerazione di Campionato del mondo di indoor rowing, con la denominazione di C.R.A.S.H.-B Sprints World Indoor Rowing Champioship. Dal 2018 la World Rowing ha deciso di organizzare una manifestazione parallela con lo status di campionato mondiale, la Erg Sprints World Rowing Indoor Championship (Erg Spints WRIC).

## Storia
La storia del C.R.A.S.H.-B. iniziò nel periodo 1976-1980, quando un gruppo di atleti di livello olimpico si allenava a canottaggio lungo il fiume Charles, a Boston, affrontando anche gli studenti dell'Università di Harvard.
Nel 1980 l'azienda Concept2 introdusse il suo Modello A di remoergometro e il gruppo di atleti, tra i quali Tiff Wood, Jake Everett e Holly Hatton, iniziò ad utilizzarlo per gli allenamenti invernali. Complice anche il boicottaggio statunitense alle Olimpiadi di Mosca dello stesso anno, il gruppo organizzò alla Newell Boathouse di Boston una regata che vide la partecipazione di 20 vogatori.
Nel corso degli anni la manifestazione ha acquisito fama mondiale, facendo convergere su Boston canottieri e praticanti solo di indoor rowing da tutto il mondo, specialmente dall'Europa. Questo aumento di popolarità ha costretto gli organizzatori a trasferire l'evento in strutture sempre più capienti, quali il Malkin Athletic Center di Cambridge e, dal 1997 al 2007 al Reggie Lewis Track and Athletic Center nel quartiere di Roxbury. Dal 2008 la manifestazione si tiene all'Agganis Arena nel campus dell'Università di Boston.
Le attrezzature utilizzate si sono evolute nel tempo, e l'uscita di nuovi modelli di rower da parte della Concept2 ha modificato la struttura della manifestazione. Agli albori dell'evento ad essere utilizzato era il Modello A, e la distanza da percorrere era di 5 miglia. A metà degli anni '80 venne introdotto il Modello B (utilizzato fino al 1995), con un cambio della distanza a 2,5 chilometri e con l'introduzione del display digitale. Per adeguarsi alle modifiche richieste dagli allenatori di canottaggio per la preparazione atletica invernale, dal 1996 la distanza classica sulla quale si compete è di 2.000 metri. Questa distanza è ancora quella utilizzata oggigiorno, mentre lo strumento sul quale si compete è il Modello D.

## Categorie
Nel corso della storia della manifestazione, con l'aumento del numero dei partecipanti, è cambiata notevolmente la struttura e l'articolazione delle diverse categorie in gara.

Al 2017 le varie categorie nella quale si articola la manifestazione si suddividono per:
- Sesso:
  - donna
  - uomo

- Età:
  - Junior (fino a 18 anni)Campionato mondiale di indoor ro
  - Open (18-29)[5]
  - Master (30-39)
  - Senior (40-49)
  - Veteran (50-99)[6]

- Peso:
  - peso leggero[7] (fino a 75 kg per gli uomini; fino a 61,5 kg per le donne)
  - senior[8] (nessuna restrizione di peso)

Nella stessa giornata si svolgono le sessioni anche per gli atleti paralimpici, che si suddividono nelle stesse categorie per sesso, età e peso oltre alla tipologia di disabilità.

## Edizioni

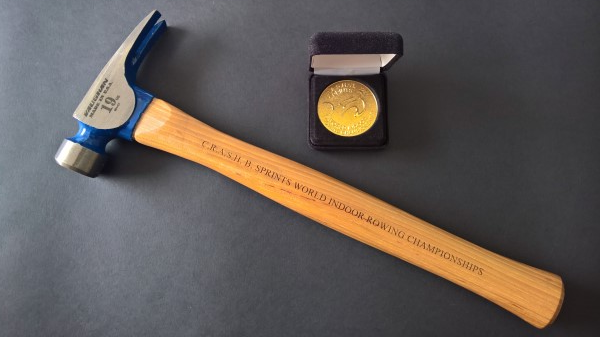
Hammer e medaglia d'oro dell'edizione 2018

- 1980
- 1981
- 1982
- 1983
- 1984
- 1985
- 1986
- 1987
- 1988
- 1989

- 1990
- 1991
- 1992
- 1993
- 1994
- 1995
- 1996
- 1997
- 1998
- 1999

- 2000
- 2001
- 2002
- 2003
- 2004
- 2005
- 2006
- 2007
- 2008
- 2009

- 2010
- 2011
- 2012
- 2013
- 2014
- 2015
- 2016
- 2017
- 2018
- 2019

- 2020
- 2021
- 2022
- 2023